# Aletta Jorritsma
Aletta Jorritsma (Tzummarum, 17 mei 1989) is een Nederlandse roeister.

## Levensloop
Jorritsma groeide op in Friesland. Ze studeerde Comparative Arts en Media Studies aan de Vrije Universiteit Amsterdam. In 2009 begon ze met roeien bij ASR Nereus in Amsterdam. Haar internationale debuut was in 2013 in het Zwitserse Luzern. Ze won in 2014 samen met Heleen Boers brons in de twee zonder stuurvrouw op de Europese kampioenschappen in Belgrado. Vervolgens maakte ze deel uit van de Holland Acht, waarmee Nederland hoge ogen wilde gooien op de Olympische Spelen in Rio de Janeiro. Met deze boot won Jorritsma zilver op de Europese kampioenschappen in 2015 en werd ze 8e op de wereldkampioenschappen in 2014 op de eigen Bosbaan.
In aanloop naar definitieve samenstelling van de Holland Acht raakte Jorritsma overtraind, zodat vrouwenbondscoach Josy Verdonkschot haar niet opnam in de selectie. Ze herstelde wel op tijd en werd geselecteerd voor de Twee zonder, samen met Karien Robbers. Het duo wist zich niet te plaatsen voor de halve finales.
In de acht met stuurvrouw behaalde Jorritsma in 2017 zilver op het EK in Tsjechië. In de jaren daarna volgde nog eenmaal zilver en tweemaal brons. Jorritsma liep plaatsing voor de Olympische Spelen in Tokio doordat de Vrouwen acht in mei 2021 bij het Olympisch kwalificatietoernooi als vierde eindigde, waar een tweede plek nodig was.

## Resultaten

### Olympische Zomerspelen
| Jaar | Plaats         | Resultaten            |
| ---- | -------------- | --------------------- |
| 2016 | Rio de Janeiro | 13e in de twee zonder |

### Wereldkampioenschappen roeien
| Jaar | Plaats              | Resultaten                          |
| ---- | ------------------- | ----------------------------------- |
| 2013 | Chungju             | 6e in de acht                       |
| 2014 | Amsterdam           | 8e in de acht                       |
| 2015 | Aiguebelette-le-Lac | 6e in de acht                       |
| 2017 | Sarasota            | 6e in de acht, 5e in de vier zonder |
| 2018 | Plovdiv             | 4e in de acht                       |
| 2019 | Ottensheim          | 9e in de acht                       |

### Europese kampioenschappen roeien
| Jaar | Plaats                   | Resultaten            |
| ---- | ------------------------ | --------------------- |
| 2014 | Belgrado                 | in de twee zonder     |
| 2015 | Poznań                   | in de acht            |
| 2016 | Brandenburg an der Havel | 10e in de twee zonder |
| 2017 | Račice                   | in de acht            |
| 2018 | Glasgow                  | in de acht            |
| 2019 | Luzern                   | 4e in de acht         |
| 2020 | Poznań                   | in de acht            |
| 2021 | Varese                   | in de acht            |